# 大谷光真
大谷 光真（おおたに こうしん、1945年8月12日 - ）は、浄土真宗本願寺派第24世（先代）門主。諱は光真。法名は釋即如（しゃくそくにょ）。

## 人物
父であり先代門主の勝如上人（大谷光照）が第二次世界大戦の戦時下に青年期を過ごしたのと対照的に、光真は戦後の高度成長期を新門（門主後継者）として過ごしている。青年期に出版された各界著名人との対話録では社会問題への高い関心も窺え、同時代の学生運動の影響も受けていたと思われる。
勝如の門主引退に伴い、1977年4月に31歳で本願寺住職および龍谷門主に就任した。就任後、全国500余の組（そ）巡教を行い、海外の開教区へも度々巡教するなど精力的な活動を行っている。近代の新宗教を除けば日本有数の巨大宗教教団の指導者としては例外的に社会問題や国際情勢に対する積極的な発言をすることで知られている。
特に1990年代以降、オウム真理教問題などの影響で宗教に対する社会の不信感が顕わになった時期と前後し、宗門外の場でも発言を行っている。2006年にはインター・アクション・カウンシルにオブザーバー参加し、世界の宗教指導者、政治家OBに向けて提言を行っている。
また、2007年には読売新聞社主催で、立命館大学で開かれた連続講義「現代社会と宗教」において学生との対話を行っている。

## 経歴
- 1945年 - 本願寺第23世勝如の長男として、京都府京都市に生まれる。
- 1960年 - 得度
- 1964年 - 麻布高校卒業
- 1967年 - 東京大学文学部宗教学科卒業
- 1969年 - 東京大学大学院文学研究科修士課程修了（インド哲学）
- 1970年 - 浄土真宗本願寺派新門・本願寺新門に就任
- 1971年 - 田中範子（現：浄土真宗本願寺派「前裏方」、本願寺「前坊守」）と結婚
- 1972年 - 龍谷大学大学院文学研究科修士課程修了（真宗学）
- 1977年
  - 浄土真宗本願寺派第24世門主・本願寺住職就任
  - 長男・大谷光淳（現：門主）誕生
- 1978年 - 全日本仏教会会長就任（～1980年）
- 1988年 - 全日本仏教会会長就任（～1990年）
- 1996年 - 全国教誨師連盟総裁就任
- 2013年4月15日 - 立教開宗記念法要（春の法要）において門主退任を表明[3]。
- 2014年6月5日 - 新門の大谷光淳が翌6月6日の法統継承式で第25代門主となることを控え、門主を引退。宗派の「前門」・本願寺「前住」となる。

## 著書
- 『朝には紅顔ありて』（角川書店 2004年）
- 『世のなか安穏なれ』（中央公論新社 2007年）のち文庫
- 『愚の力』（文春新書 2009年）
- 『光といのち』（本願寺出版社 2010年）
- 『生きるとは』（本願寺出版社 2010年）
- 『すくいとよろこび』（本願寺出版社 2011年）
- 『願いの力』（本願寺出版社 2011年）
- 『あけぼのすぎ 浄土真宗一口法話』世界聖典刊行協会 2012
- 『いまを生かされて』文藝春秋 2014

### 共著
- 『今ここに生きる仏教』（平凡社 2010年 上田紀行共著）
- 『浄土真宗のこれから』大谷光淳共著 築地本願寺 2013